# Falciot dels tepuis
El falciot dels tepuis (Streptoprocne phelpsi) és una espècie d'ocell de la família dels apòdids (Apodidae) que habita penya-segats i barrancs al sud de Veneçuela, nord-oest de Guyana i zona limítrofa del nord del Brasil.
Tradicionalment inclòs en el gènere Cypseloides, és inclòs a Streptoprocne arran els treballs de Marín i Stiles 1992